# Георг Йохан II (Пфалц-Лютцелщайн)
Георг Йохан II фон Пфалц-Лютцелщайн-Гутенберг (на немски: Georg Johann II von Pfalz-Lützelstein-Guttenberg; * 24 юни 1586, Лютцелщайн; † 29 септември 1654) от фамилията Вителсбахи (линия Пфалц-Велденц), е от 1592 до 1654 г. пфалцграф на Велденц, в Гутенберг от 1601 г. и от 1611 г. в Лютцелщайн.

## Живот
Той е най-малкият син на пфалцграф Георг Йохан I фон Пфалц-Велденц (1543 – 1592) и съпругата му принцеса Анна Мария Шведска (1545 – 1610), дъщеря на шведския крал Густав I Васа.
След смъртта на баща му през 1592 г. Георг Йохан II управлява заедно с братята му. Братята разделят наследството. В началото той е под опекунството на майка му и най-големия му брат Георг Густав.
След смъртта на брат му Лудвиг Филип през 1601 г. Георг Йохан II управлява сам в Гутенберг. След смъртта на по-големия му брат Йохан Август през 1611 г. Георг Йохан II поема и графството Лютцелщайн.
След смъртта на Георг Йохан II териториите са наследени от племенника му Леополд Лудвиг, син на брат му Георг Густав. Георг Йохан II е погребан в Лютцелщайн.

## Фамилия
Георг Йохан II се жени на 6 юни 1613 г. в Нойбург за пфалцграфиня Сузана фон Пфалц-Зулцбах (6 юни 1591 – 21 февруари 1661), дъщеря на пфалцграф и херцог Ото Хайнрих фон Зулцбах, с която има децата:
- Георг Ото (1614 – 1635)
- Анна Мария (*/† 1616)
- Йохан Фридрих (1617 – 1618)
- Филип Лудвиг (1619 – 1620)